# Gaillon-sur-Montcient
Gaillon-sur-Montcient är en kommun i departementet Yvelines i regionen Île-de-France i norra Frankrike. Kommunen ligger i kantonen Meulan-en-Yvelines som tillhör arrondissementet Mantes-la-Jolie. År 2022 hade Gaillon-sur-Montcient 691 invånare.

## Befolkningsutveckling
Antalet invånare i kommunen Gaillon-sur-Montcient
| Referens: INSEE |